# قلعه سکر
قلعه سُکَر بزرگترین بخش استان ذی‌قار در جنوب شرق عراق می‌باشد.

## تاریخ و جغرافیا
قلعه سکر از مناطق وابسته و تابعه استان ذی قار در عراق می‌باشد. این منطقه در سال ۱۸۶۳ تأسیس شد بعد تبدیل به شهر و عاقبت از سال ۱۹۲۹ م مبدل به بخش شد. قلعه سکر در حوادث جنگ جهانی اول نقش مهمی داشت و جمعیت این ناحیه اکنون بیش از صد هزار نفر است.

## پایگاه قلعه سکر
- https://web.archive.org/web/20130717082109/http://www.qalatsuker.net/from%20qalatsuker.html